# Corporación Deportiva Centauros Villavicencio
La Corporación Deportiva Centauros Villavicencio è stata una squadra colombiana di calcio con sede a Villavicencio (dipartimento di Meta).

## Storia
Il club venne fondato il 2 gennaio 2002 ed iscritto alla serie cadetta colombiana. La Categoría Primera B 2002, primo torneo affrontato dal neonato club, si concluse con la vittoria e la promozione in massima serie.
L'unica stagione in massima serie, la Categoría Primera A 2003, si concluse con un immediato ritorno tra i cadetti nonostante la squadra fosse riuscita ad accedere alle semifinali per il titolo, venendo però retrocessa nel Torneo Finalización.
Nonostante alcuni buoni piazzamenti nella serie cadetta, i Centauros non riuscirono più a centrare la promozione ed al termine del torneo di Apertura della Categoría Primera B 2011 la squadra venne trasferita a Popayán, nel dipartimento di Cauca, per dare origine all'Universitario Popayán.

## Palmarès

### Competizioni nazionali
- Categoría Primera B: 1

2002